# Meisheide

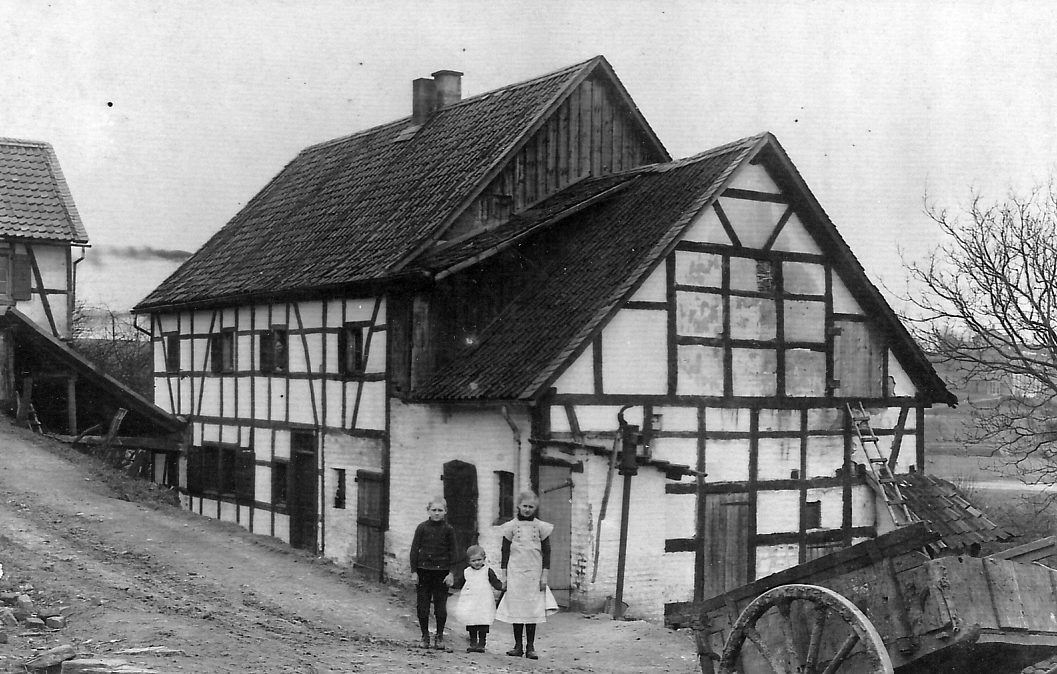
Altes Fachwerkhaus in Meisheide um 1910

Meisheide ist ein Ortsteil im Stadtteil Moitzfeld von Bergisch Gladbach. Durch den Bau der Friedrich-Ebert-Straße wurde der Ort in den 1920er Jahren in zwei Hälften geteilt. Seit dieser Zeit gab es die obere Meisheide, die später den Namen Meisheider Wald erhielt, und die untere Meisheide, die den Namen Meisheide behalten hat.

## Geschichte
Die Meisheide ist eine hochmittelalterliche Siedlung mit einer Hofstelle. Im Urkataster ist sie als Messheide verzeichnet. Bis in die Frühe Neuzeit wurde die erste Hofstelle um zwei weitere Höfe erweitert. Bis 1905 entwickelte sich die Siedlung zu einem größeren Weiler mit 11 Wohngebäuden und 63 Einwohnern.
Die Wortherkunft von Meisheide kann nicht eindeutig geklärt werden. Das Bestimmungswort Meis kann von dem althochdeutschen Vogelnamen meisa (=Meise) stammen. Es besteht aber auch die Möglichkeit, dass es mit der Schreibweise Mess seine Herkunft aus dem mittellateinischen mansus (=Hufe) hat. Das Grundwort heide deutet auf die Lage des Ortes auf dem bergischen Heidesandstreifen hin.